# Marin Draganja
 Marin Draganja (Split, 13 mei 1991) is een Kroatische tennisspeler. Hij heeft vier toernooien in het dubbelspel gewonnen en stond daarnaast vijf keer in de finale van een ATP-toernooi in het dubbelspel. Hij deed al mee aan grandslamtoernooien. Hij heeft zeventien challengers in het dubbelspel op zijn naam staan.

## Palmares dubbelspel
| Nr.                              | Datum             | Toernooi        | Ondergrond    | Partner                  | Tegenstanders in finale                             | Score                | Details |
| -------------------------------- | ----------------- | --------------- | ------------- | ------------------------ | --------------------------------------------------- | -------------------- | ------- |
| Gewonnen finales herendubbel     |                   |                 |               |                          |                                                     |                      |         |
| 1.                               | 20 juli 2014      | ATP Hamburg     | Gravel        | Florin Mergea            | Alexander Peya Bruno Soares                         | 6-4, 7-5             | Details |
| 2.                               | 8 februari 2015   | ATP Zagreb      | Hardcourt (I) | Henri Kontinen           | Fabrice Martin Purav Raja                           | 6-4, 6-4             | Details |
| 3.                               | 22 februari 2015  | ATP Marseille   | Hardcourt (I) | Henri Kontinen           | Colin Fleming Jonathan Marray                       | 6-4, 3-6, [10-8]     | Details |
| 4.                               | 26 april 2015     | ATP Barcelona   | Gravel        | Henri Kontinen           | Jamie Murray John Peers                             | 6-3, 6-7(6), [11-9]  | Details |
| Verloren finales herendubbel     |                   |                 |               |                          |                                                     |                      |         |
| 1.                               | 5 januari 2014    | ATP Chennai     | Hardcourt     | Mate Pavić               | Johan Brunström Frederik Nielsen                    | 2-6, 6-4, [7-10]     | Details |
| 2.                               | 21 september 2014 | ATP Metz        | Hardcourt (I) | Henri Kontinen           | Mariusz Fyrstenberg Marcin Matkowski                | 7-6(3), 3-6, [8-10]  | Details |
| 3.                               | 26 oktober 2014   | ATP Bazel       | Hardcourt (I) | Henri Kontinen           | Vasek Pospisil Nenad Zimonjić                       | 6-7(13), 6-1, [5-10] | Details |
| 4.                               | 10 april 2016     | ATP Marrakesh   | Gravel        | Aisam-ul-Haq Qureshi     | Guillermo Durán Máximo González                     | 2-6, 6-3, [6-10]     | Details |
| 5.                               | 22 juli 2017      | ATP Umag        | Gravel        | Tomislav Draganja        | Guillermo Durán Andrés Molteni                      | 3-6, 7-6(4), [6-10]  | Details |
| Gewonnen challengers herendubbel |                   |                 |               |                          |                                                     |                      |         |
| 1.                               | 9 april 2012      | Blumenau        | Gravel        | Dino Marcan              | Blaž Kavčič Antonio Veić                            | 6-2, 6-0             |         |
| 2.                               | 6 augustus 2012   | Sibiu           | Gravel        | Lovro Zovko              | Alexandru-Daniel Carpen Cristobal Saavedra-Corvalan | 6-4, 4-6, [11-9]     |         |
| 3.                               | 10 september 2012 | Banja Luka      | Gravel        | Lovro Zovko              | Colin Ebelthite Jaroslav Pospíšil                   | 6-1, 6-1             |         |
| 4.                               | 26 maart 2013     | San Luis Potosí | Gravel        | Adrián Menéndez Maceiras | Marco Chiudinelli Peter Gojowczyk                   | 6-4, 6-3             |         |
| 5.                               | 8 april 2013      | Guadalajara     | Hardcourt     | Mate Pavić               | Samuel Groth John-Patrick Smith                     | 5-7, 6-2, [13-11]    |         |
| 6.                               | 1 juli 2013       | Portorož        | Hardcourt     | Mate Pavić               | Aljaž Bedene Blaž Rola                              | 6-3, 1-6, [10-5]     |         |
| 7.                               | 15 juli 2013      | Eskişehir       | Hardcourt     | Mate Pavić               | Sanchai Ratiwatana Sonchat Ratiwatana               | 6-3, 3-6, [10-7]     |         |
| 8.                               | 12 augustus 2013  | Cordenons       | Gravel        | Franko Škugor            | Norbert Gombos Roman Jebavý                         | 6-4, 6-4             |         |
| 9.                               | 9 september 2013  | Banja Luka      | Gravel        | Nikola Mektić            | Dominik Meffert Aleksandr Nedovyesov                | 6-4, 3-6, [10-6]     |         |
| 10.                              | 16 september 2013 | Trnava          | Gravel        | Mate Pavić               | Aljaž Bedene Jaroslav Pospíšil                      | 7-5, 4-6, [10-6]     |         |
| 11.                              | 28 oktober 2013   | Seoel           | Hardcourt     | Mate Pavić               | Hsin-Han Lee Peng Hsien-Yin                         | 7-5, 6-2             |         |
| 12.                              | 4 november 2013   | Yeongwol        | Hardcourt     | Mate Pavić               | Hsin-Han Lee Peng Hsien-Yin                         | 6-4, 4-6, [10-7]     |         |
| 13.                              | 20 april 2014     | Sarasota        | Gravel        | Henri Kontinen           | Rubén Ramírez Hidalgo Franko Škugor                 | 7-5, 5-7, [10-6]     |         |
| 14.                              | 5 maart 2017      | Yokohama        | Hardcourt     | Tomislav Draganja        | Joris De Loore Luke Saville                         | 4-6, 6-3, [10-4]     |         |
| 15.                              | 17 september 2017 | Banja Luka      | Gravel        | Tomislav Draganja        | Danilo Petrovic Ilija Vucic                         | 6-4, 6-2             |         |
| 16.                              | 22 oktober 2017   | Ismaning        | Hardcourt     | Tomislav Draganja        | Dustin Brown Tim Pütz                               | 61-7, 6-2, [10-8]    |         |
| 17.                              | 27 mei 2018       | Mestre          | Gravel        | Tomislav Draganja        | Romain Arneodo Danilo Petrovic                      | 6-4, 62-7, [10-2]    |         |

## Resultaten grote toernooien
| Legenda | Legenda                          |
| ------- | -------------------------------- |
| g.t.    | geen toernooi gehouden           |
| l.c.    | lagere categorie                 |
| –       | niet deelgenomen                 |
| G       | uitgeschakeld in de groepsfase   |
| 1R      | uitgeschakeld in de eerste ronde |
| 2R      | uitgeschakeld in de tweede ronde |
| 3R      | uitgeschakeld in de derde ronde  |
| 4R      | uitgeschakeld in de vierde ronde |
| KF      | uitgeschakeld in de kwartfinale  |
| HF      | uitgeschakeld in de halve finale |
| F       | de finale verloren               |
| W       | het toernooi gewonnen            |
| w-v     | winst/verlies-balans             |

### Mannendubbelspel
| Grandslamtoernooien   |      |      |     |
| Australian Open       | 2R   | 1R   | –   |
| Roland Garros         | HF   | 2R   | 1R  |
| Wimbledon             | 1R   | 1R   | 1R  |
| US Open               | 2R   | –    | 1R  |
| ATP World Tour Finals |      |      |     |
| ATP World Tour Finals | –    | –    | –   |
| ATP Masters 1000      |      |      |     |
| Indian Wells          | –    | 2R   | –   |
| Miami                 | –    | KF   | 2R  |
| Monte Carlo           | –    | 1R   | –   |
| Madrid                | –    | 1R   | –   |
| Rome                  | –    | 1R   | –   |
| Montreal/Toronto      | –    | –    | 2R  |
| Cincinnati            | –    | –    | –   |
| Sjanghai              | –    | –    | –   |
| Parijs                | 1R   | –    | –   |
| Olympische Spelen     |      |      |     |
| Olympische Spelen     | g.t. | g.t. | –   |
| Statistieken          |      |      |     |
| Totaal aantal titels  | 1    | 3    | 0   |
| Eindejaarsranking     | 25   | 47   | 114 |